# Synan Braddish
Synan Braddish, né à Finglas le 9 janvier 1959, est un footballeur international irlandais. Il passe l'essentiel de sa carrière dans le championnat d'Irlande et compte deux sélections en équipe nationale irlandaise.

## Carrière
Synan Braddish nait le 9 janvier 1959 à Finglas un quartier du nord de Dublin. Il commence le football au Raven Athletic un petit club local. Dans les années 1970, le club est un club relais du Dundalk Football Club. Comme Braddish s'éveille comme un jeune talentueux, il intègre le club du nord du pays. Dès 1975, alors qu'il n'a que seize ans, il fait partie de l'équipe qui remporte le championnat d'Irlande. Sous la direction de Jim McLaughlin, Dundalk remporte sept trophées différents lors de ses deux saisons de présence au club. Synan Braddish est alors perçu comme un milieu de terrain élégant et intelligent. Il marque 17 buts en deux saisons, douze en championnat et sept dans les différentes coupes.
Au sortir de ces deux saisons, il est repéré par les scouts des clubs britanniques. Alors qu'on vient de lui faire une proposition pour rejoindre le Los Angeles Skyhawks ; le Liverpool Football Club se manifeste pour lui proposer un contrat. Tout jeune il avait visité le club en récompense d'une victoire avec son club scolaire, il accepte donc la proposition anglaise et rejoint les Reds avec deux autres joueurs de Dundalk pour la somme de 50 000 livres sterling. Son passage à Liverpool est un échec. Il retourne donc à Dundalk après une saison blanche.
Synan Braddish a été sélectionné en équipe nationale dans toutes les classes d'âge, scolaires, amateurs, moins de 21 ans et A. Après avoir fait très forte impression avec les espoirs en mars 1978 lors d'un match contre l'Irlande du Nord, il est appelé en équipe nationale le mois suivant. Johnny Giles voulant tester ce jeune joueur prometteur l'intègre à l'équipe pour deux rencontres successives. Il fait ses débuts internationaux le 5 avril 1978 à l'occasion d'une rencontre amicale à Dalymount Park contre la Turquie. Il entre en jeu à la 67e minute lors de la victoire 4-2 des Irlandais. Sept jours plus tard, il est du voyage à Lodz en Pologne pour une deuxième rencontre amicale. Cette fois-ci il est titulaire au milieu de terrain contre la Pologne. L'Irlande perd la rencontre 3 buts à 0. Braddish ne sera plus jamais appelé en équipe nationale.

## Palmarès
Avec Dundalk
- Championnat d'Irlande
  - Vainqueur en 1975-1976
- Coupe d'Irlande
  - Vainqueur en 1976-1977 et 1980-1981
- Coupe de la Ligue d'Irlande
  - Vainqueur en 1977-1978 et 1980-1981
- Leinster Senior Cup
  - Vainqueur en 1976-1977 et 1977-1978

avec St. Patrick's Athletic
- Leinster Senior Cup
  - Vainqueur en 1982-1983

avec Drogheda United comme entraîneur
- First Division
  - Vainqueur en 1988-1989